# Східний корпус (громадський рух)
Громадський рух «Східний корпус» – військово-патріотичний рух, котрий було створено у березні 2014 р. у Харкові. Основною ідеєю руху була протидія сепаратизму в Україні та допомога Українським збройним силам.

## Історія створення
Рух «Східний
корпус» було створено на початку збройної агресії Російської Федерації проти
України у лютому-березні 2014 р. «Східний корпус»  з'явився з ініціативи членів громадської
організації «Патріот України» та футбольних уболівальників. 
На початку своєї діяльності
рух нараховував усього кілька десятків чоловік, які брали участь у вуличних
протистояннях з проросійськими сепаратистами у Харкові.  

## Діяльність
Члени громадської
організації брали участь у наданні допомоги українським силовикам, які
стримували збройну агресію Росії на сході Україні. Зокрема, надавали допомогу для бійців Збройних сил України, роти "Східний Корпус" та  полку НГУ «Азов».

Також «Східний корпус» допомагав  біженцям зі сходу України.  

### Боротьба з наркотиками
Активісти
організації неодноразово брали участь у боротьбі з наркотиками у Харкові. Так 08.10.2014
р. члени організації провели рейд на точку продажу наркотиків у Харкові, де
вилучили у продавців наркотичні речовини і знищили їх. 

### Захоплення бронетранспортера з сепаратистською символікою
6 жовтня 2014 р.
члени організації «Східний корпус» знайшли на території комунального шляхово
-експлуатаційного підприємства № 6 міста Харкова БТР-80 з установленим
кулеметом в неробочому стані. Поряд із бронетранспортером знаходилася велика кількість
сепаратистської символіки, а за словами командира «Східного корпусу» Олега
Ширяєва на другому поверсі підприємства знаходилося приміщення облаштоване під
казарми. 

### Підготовка партизанського руху
На початок осені
2014 р. членами організації вже були кілька сотень чоловік, серед яких були
професійні військові та інструктори з рукопашного бою. Керівним складом «Східного
корпусу» було прийнято рішення про створення бази підготовки українських
партизанських загонів на випадок збройної агресії Росії у Харкові. 

#### Спортивні заходи
Під егідою «Східного
корпусу» в Харкові проходили різноманітні спортивні  заходи. 20 грудня 2014 р. відбувся кубок «Східного
корпусу» з ножового бою. Турнір
зібрав близько 100  учасників з різних частин
України. Також проводилися тренування для з тактики та
рукопашного бою для харків'ян. 

### Встановлення пам'ятнику Івану Сірку
23 серпня 2014 р.

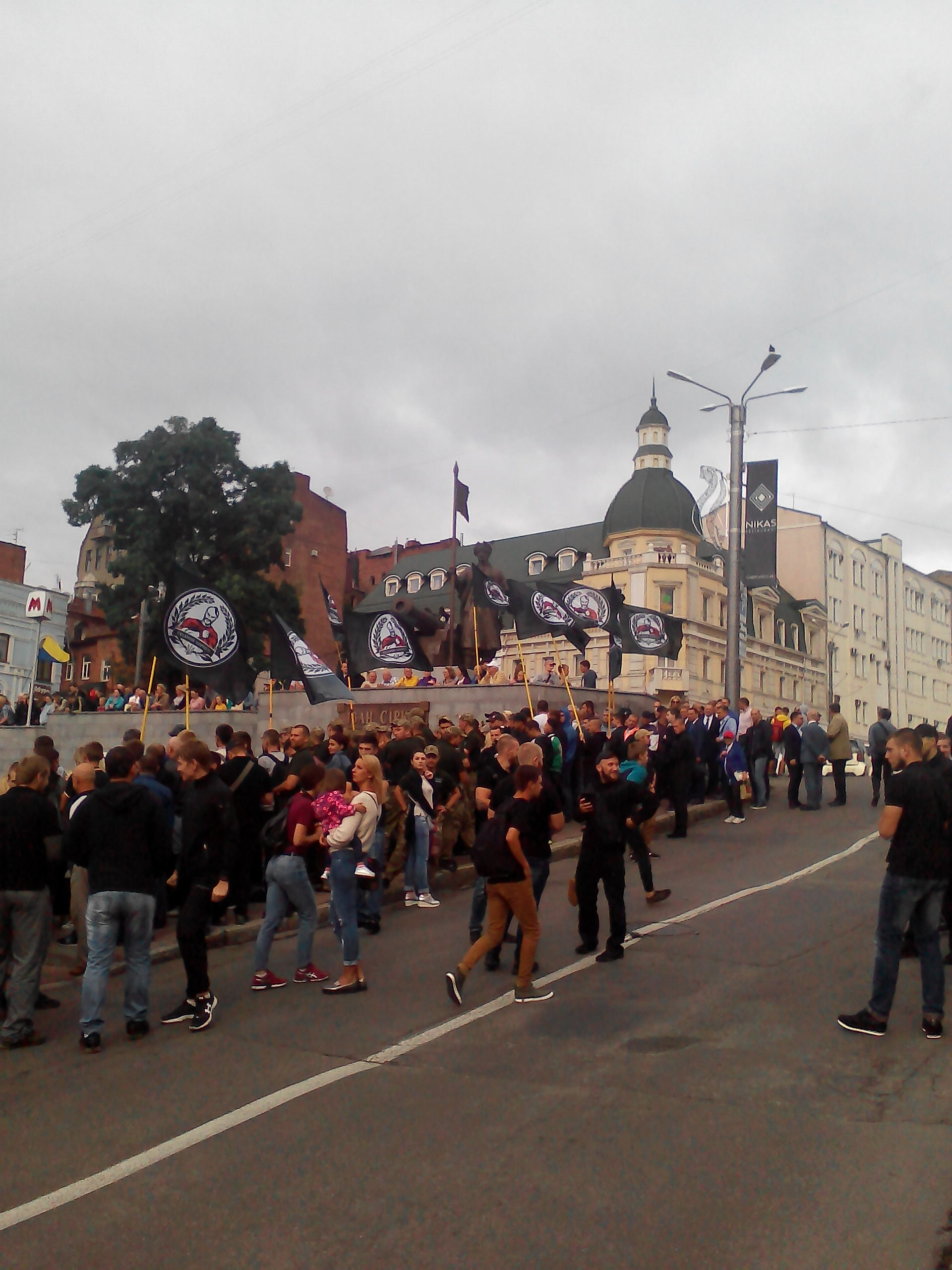
Урочисте відкриття пам’ятника Іванові Сірку. 23 серпня 2017 року. Харків.

членами організації «Східний корпус» було встановлено пам'ятник легендарному
кошовому отаману Запорозької Січі Івану Сірку. Пам'ятник було встановлено по
вул. Сумський біля Дзеркального струменю. Як зазначили самі активісти, дозволу
на встановлення монументу від міської влади вони не мали. 

## Діяльність організації після створення роти спецпризначення «Східний корпус»
У листопаді 2014
р. в Харкові було сформовано роту особливого призначення підпорядковану МВС
України. До її складу ввійшли члени громадської організації «Східний корпус» та
добровольці.
Після створення
роти, рух продовжував своє існування. Основними завданнями стали допомога роті «Східний
корпус» та популяризація ідей єдності України. 
Активісти
громадської організації неодноразово відвідували дитячі будинки, де передавали
благодійну допомогу, зібрану силами організації та волонтерів. 
Також активісти
продовжували підготовку цивільного населення до можливого протистояння з
російськими військами у Харкові. Було побудовано тренувальну базу та періодично
проводилися бойові стрільби на одному з полігонів під Харковом. Там активісти
вчилися стріляти зі стрілецької зброї, кулеметів та ручних протитанкових
гранатометів.
28 червня "Східним Корпусом" були проведені змагання «Сильна нація». На цьому турнірі
брали участь бійці батальйону «Полтава», полку «Азов» та роти «Східний
корпус».  Серед дисциплін були
представлені подолання смуги перешкод, ножовий бій, рукопашний бій. 